# Crusader Kings III
Crusader Kings III er et strategi-rollespil, der foregår i middelalderen. Det er udviklet af Paradox Development Studio og udgivet af Paradox Interactive som en efterfølger til Crusader Kings (2004) og Crusader Kings II (2012). Spillet udkom på pc den 1. september 2020 og kommer til Xbox Series X/S og PlayStation 5 i fremtiden.

## Spillets gang
Ligesom sine forgængere Crusader Kings og Crusader Kings II, er Crusader Kings III et strategispil og dynasti-simulator sat i middelalderen. Spillere kan vælge en startdato; enten 867 eller 1066; og spille indtil 1453.    Formålet er at gøre sit eget dynasti så prestigefyldt som muligt.
Dynastier kan danne kadetgrene, der har deres egne hoveder og fungerer for det meste uafhængigt af deres forældredynasti.
Karakterer har helkrops-, 3D-renderede karaktermodeller i stedet for 2D-portrætter.  Som i Crusader Kings II har de karaktertræk, der påvirker deres adfærd. At træffe valg, der går imod en karakters karaktertræk, vil øge karakterens stress.  Spillets genetiksystem tillader karakterer at videregive nogle af deres egenskaber til deres efterkommere.  Karakterer er i stand til at skræmme deres vasaller til at forblive loyale ved at øge deres frygt, som øges, når karakteren udfører ondsindede handlinger, såsom at henrette eller torturere andre karakterer.  Karakterer er i stand til at vælge en af fem livsstile at følge. Hver livsstil har tre færdighedstræer, der giver karakterer mulighed for at forbedre færdigheder relateret til den livsstil. 

## Udvikling
Spildirektør Henrik Fåhraeus kommenterede, at udviklingen af spillet startede "ca. 1 år før Imperator ", hvilket indikerer en starttid omkring 2015. Han beskrev Crusader Kings II's spilmotor som brostensbelagt og "holdt sammen med tape", og forklarede, at det nye spil har en opdateret motor (dvs. Clausewitz Engine + Jomini-værktøjssæt) med mere kraft til at køre nye funktioner. 
Som det er tilfældet med mange af Paradox' ikke-udgivne spil, udgiver udviklerne en ugentlig udviklerdagbog. Hvert indlæg fokuserer på et enkelt aspekt af spillet, såsom regeringstyper, brugergrænseflade, regeringer, krig osv., hvordan dette aspekt af spillet vil blive håndteret i Crusader Kings III, og hvordan det er forskelligt fra Crusader Kings II . En månedlig opdateringsvideo udgives også på Paradox Interactive YouTube-kanalen, der opsummerer alle de ændringer, der er foretaget i den måneds Dev Diaries.

## Udvidelser
| Navn                         | Medfølgende patch | Beskrivelse                                                                        | Udgivelsesdato    |
| ---------------------------- | ----------------- | ---------------------------------------------------------------------------------- | ----------------- |
| Fashion of the Abbasid Court | 1.0               | Kosmetisk pakke                                                                    | 1. september 2020 |
| Northern Lords               | 1.3               | En mindre pakke, der udvidede mulighederne for karakterer i Skandinavien og omegn. | 16. marts 2021    |
| Royal Court                  | TBA               | Udvidelse med fokus på indenrigspolitik.                                           | 8. februar 2022   |
| Flavor Pack 2                | TBA               | Smagspakke                                                                         | 2022              |